# Kasteel Neubourg
Kasteel Neubourg is een kasteel in de Nederlands Limburgse gemeente Gulpen-Wittem, iets ten westen van het dorp Gulpen. Vanaf de hoger gelegen Provinciale weg 278 (Maastricht-Aken) heeft men uitzicht op het kasteel.

## Geschiedenis

### Geschiedenis bewoners
Een ouder kasteel van Gulpen is het mottekasteel Gracht Burggraaf, ten noorden van Gulpen. De heren van Gulpen behoorden bij de ridderclan der Scavendriesen, die in de Limburgse Successieoorlog de zijde van de Geldersen had gekozen. Na de Slag bij Woeringen, waarin Gelre door Brabant vernietigend was verslagen, werd deze oude motte verwoest, wellicht door de heer van Wittem, Arnold II van Julémont, zelf een Scavendries die aan de zijde van Brabant had meegevochten.

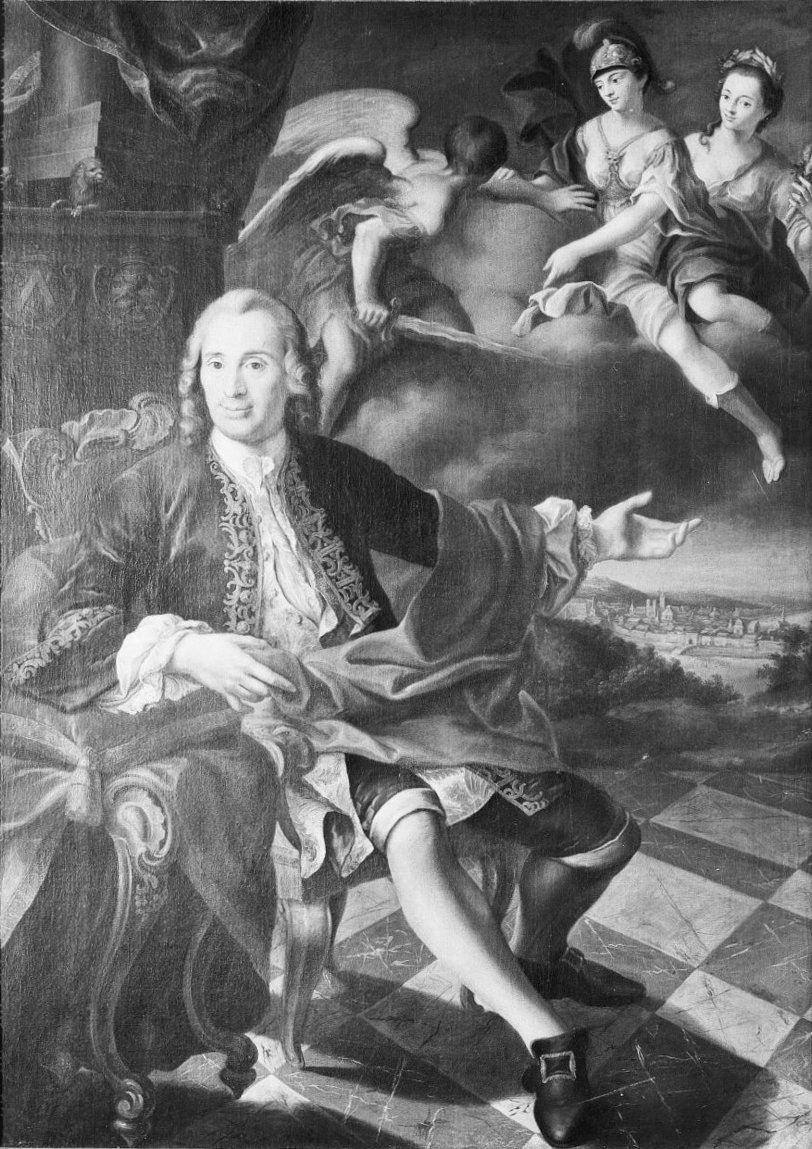
L.B. de Hayme, heer van Gulpen, 1769-1795

In 1301 verkocht het domkapittel van Aken een deel van haar bezittingen in deze streek aan deze Arnold, die zich daarna heer van Wittem en Nieuwenborgh noemde. Zijn opvolger Gerard verkocht in 1344 de heerlijkheid en het kasteel Wittem aan Johan I Corsselaar van Wittem, en vestigde zich op Neubourg, een samenvoeging van het Duitse Neu (nieuw) en het Franse Bourg (burcht). Vervolgens erfde zijn neef Arnold van Sippenaken het kasteel.
In 1355 werd het kasteel verkocht aan Tilman van Ophem. Deze werd opgevolgd door zijn neef Jan van Eppenart, en in 1398 kwam het in handen van zijn schoonzoon Jan van Eynatten, wiens familie het huis drie eeuwen in bezit zou houden. In 1619 werd jonker Adolf van Eynatten eigenaar, en die legde de basis voor het huidige huis. Of hij de vleugels bouwde is niet zeker, maar hij bouwde in ieder geval de toren, de voorburcht met hoektorens en de kasteelhoeve.
In 1716 werd Neubourg verkocht aan de Akense lakenhandelaar Johann Adam Clermont (1673-1731), wiens weduwe het in 1732 verkocht aan Ferdinand Adolf, graaf van Plettenburg en Wittem. Deze liet het huis in 1734 grondig verbouwen. In 1769 werd het huis wegens geldgebrek verkocht aan Leonard Bernard, baron de Hayme de Houffalize, burgemeester van Luik. Deze liet weer een en ander verbouwen. In 1838 werd in het park een reeënstal gebouwd, later in gebruik als Mariakapel. Via vererving kwam het kasteel in de loop van de negentiende eeuw in handen van de familie De Marchant et d'Ansembourg. Vader en zoon Oscar en Iwan de Marchant et d'Ansembourg waren beiden burgemeesters van Gulpen. De zoon van Iwan, Max de Marchant et d'Ansembourg, was een bekend NSB'er en was onder meer lid van de Eerste en Tweede Kamer en tijdens de Tweede Wereldoorlog gouverneur van Limburg.
Tijdens de Tweede Wereldoorlog werd het huis gebruikt als internaat door de paters Jezuïeten, terwijl de eigenaars in de bijgebouwen woonden. Tegen het einde van de oorlog werd het gebruikt als hoofdkwartier van het Amerikaanse leger. In 1952 werd het in gebruik genomen als hotel-restaurant. Sinds 2004 wordt het kasteel weer particulier bewoond en vinden er restauratiewerkzaamheden plaats.
In de hoeve van Kasteel Neubourg woonde vanaf begin jaren 60 de agrarische familie Pinckaers. Nazaten van deze familie woonden er tot 2013, toen zijn zij, na een lange ruzie met de eigenaar van het kasteel, verhuisd naar het aanliggende Euverem.

### Bouwhistorie

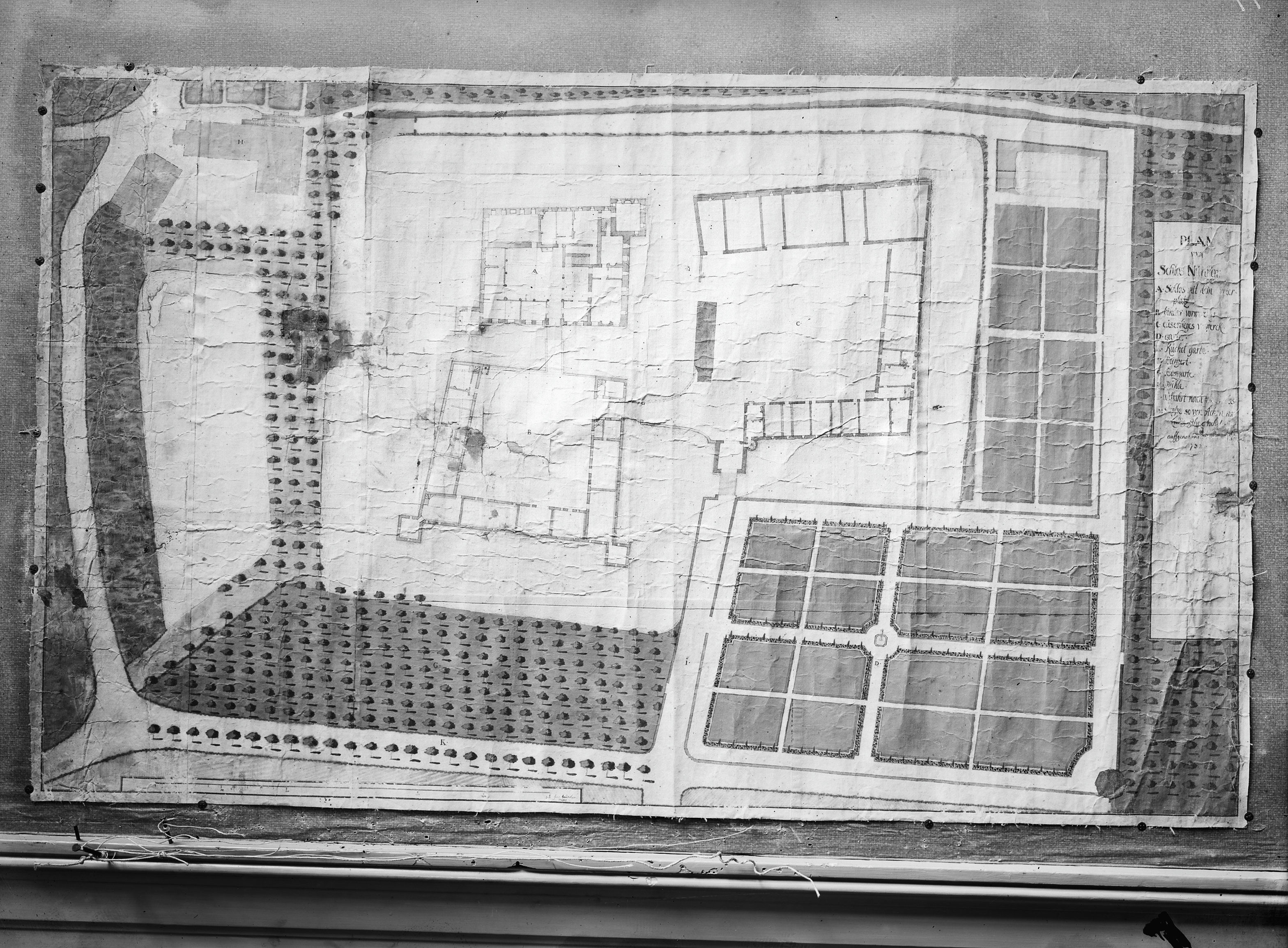
Kasteelplattegrond, 1732

Het huidige kasteel dateert van na 1288, maar is waarschijnlijk al eerder ontstaan als mottekasteel, waarvan de overblijfselen vanuit Gulpen gezien achter het huidige kasteel liggen. Het hoofdgebouw is in aanleg 14e-eeuws, maar is in de huidige vorm grotendeels 17e- en 18e-eeuws. De zware toren stamt uit 1640, maar is gebouwd met gebruikmaking van middeleeuws muurwerk. Op de plattegrond van 1732 is aan de zuidwestzijde van het hoofdgebouw nog een hoektoren te zien, die thans niet meer bestaat.
De beide voorburchten dateren uit de 17e eeuw en zijn grotendeels gebouwd in Maaslandse renaissancestijl met rode baksteen en contrasterende speklagen en hoekbanden van Limburgse mergel. In later eeuwen is het kasteel sterk verbouwd. Zo stammen de neoclassicistische poorten van de beide voorburchten en de barokke torens met gestapelde uivormige spitsen uit de 18e eeuw. Deze zijn het resultaat van een verbouwing die in 1732 onder leiding van de Westfaalse bouwmeester Johann Conrad Schlaun begon, wellicht met medewerking van de jonge Akense architect Johann Joseph Couven. Omstreeks 1774 volgde een nieuwe verbouwing in opdracht van Leonard Bernard de Hayme, uitgevoerd door de Luikenaar Barthélemy Digneffe.
De twee zijvleugels en de achtervleugel vormden een klassiek U-vormig kasteel. Bij een verbouwing rond 1850 door de Brusselse architect Victor Evrard in opdracht van Oscar d'Ansembourg verdween deze U-vorm door de bouw van de frontvleugel. De binnenplaats werd bij deze gelegenheid met een glazen kap overdekt, waaronder een grote, serre-achtige eetzaal werd ingericht.

## Beschrijving van het kasteel

### Ligging en voorburchten
Kasteel Neubourg is idyllisch gelegen in het dal van het riviertje de Gulp, ten zuiden van de weg van Maastricht naar Aken, in de buurtschap Pesaken, vlak bij Gulpen. Het kasteel is omgeven door bospercelen, fruitboomgaarden en weilanden. Kasteel Neubourg bestaat uit een hoofdgebouw en twee voorburchten, een aan noordzijde en een aan westzijde. Een lindendreef met toegangsbrug over de kasteelgracht leidt naar de imposante toegangspoort van de noordelijke voorburcht die wordt geflankeerd door twee slanke torens. Dit deel wordt ook wel aangeduid als 'eerste bouwhoeve'. De westelijke voorburcht heeft een eigen toegangspoort en is eigenlijk een boerderij, meestal 'tweede bouwhoeve' genoemd.
De drie bouwdelen van het kasteel en enkele terreinelementen zijn afzonderlijke rijksmonumenten.

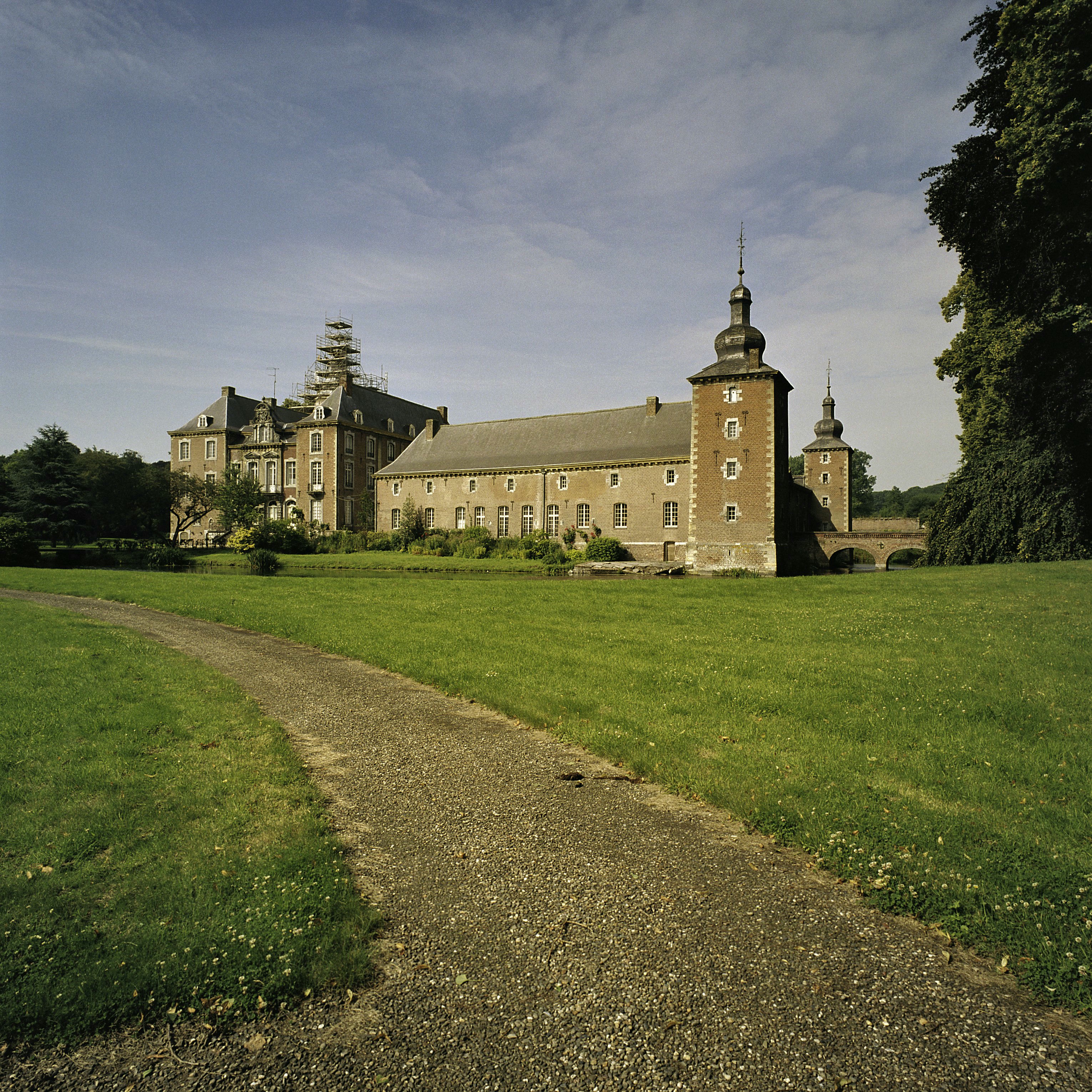
Overzicht landgoed
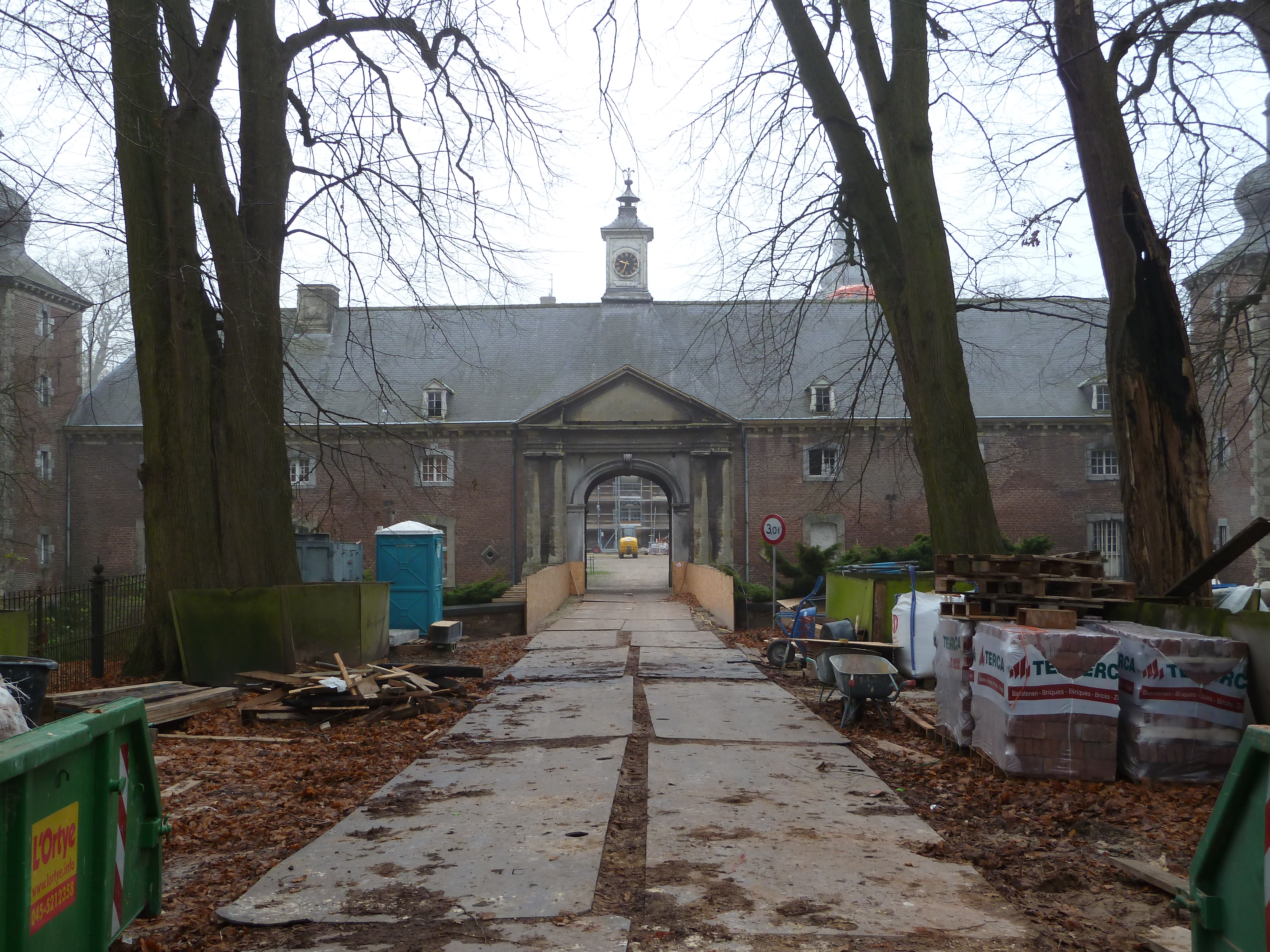
Poort voorburcht
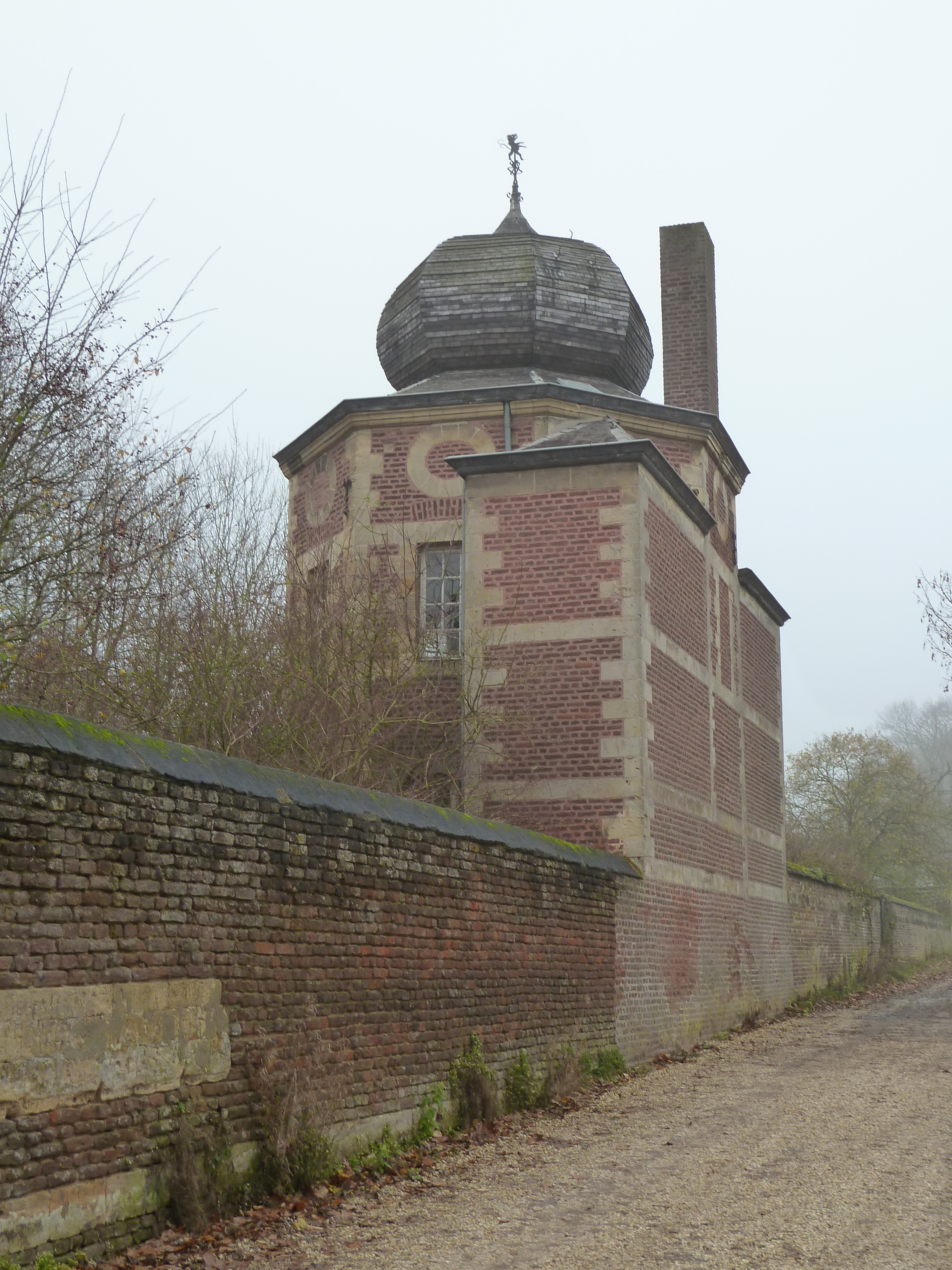
Toren voorburcht
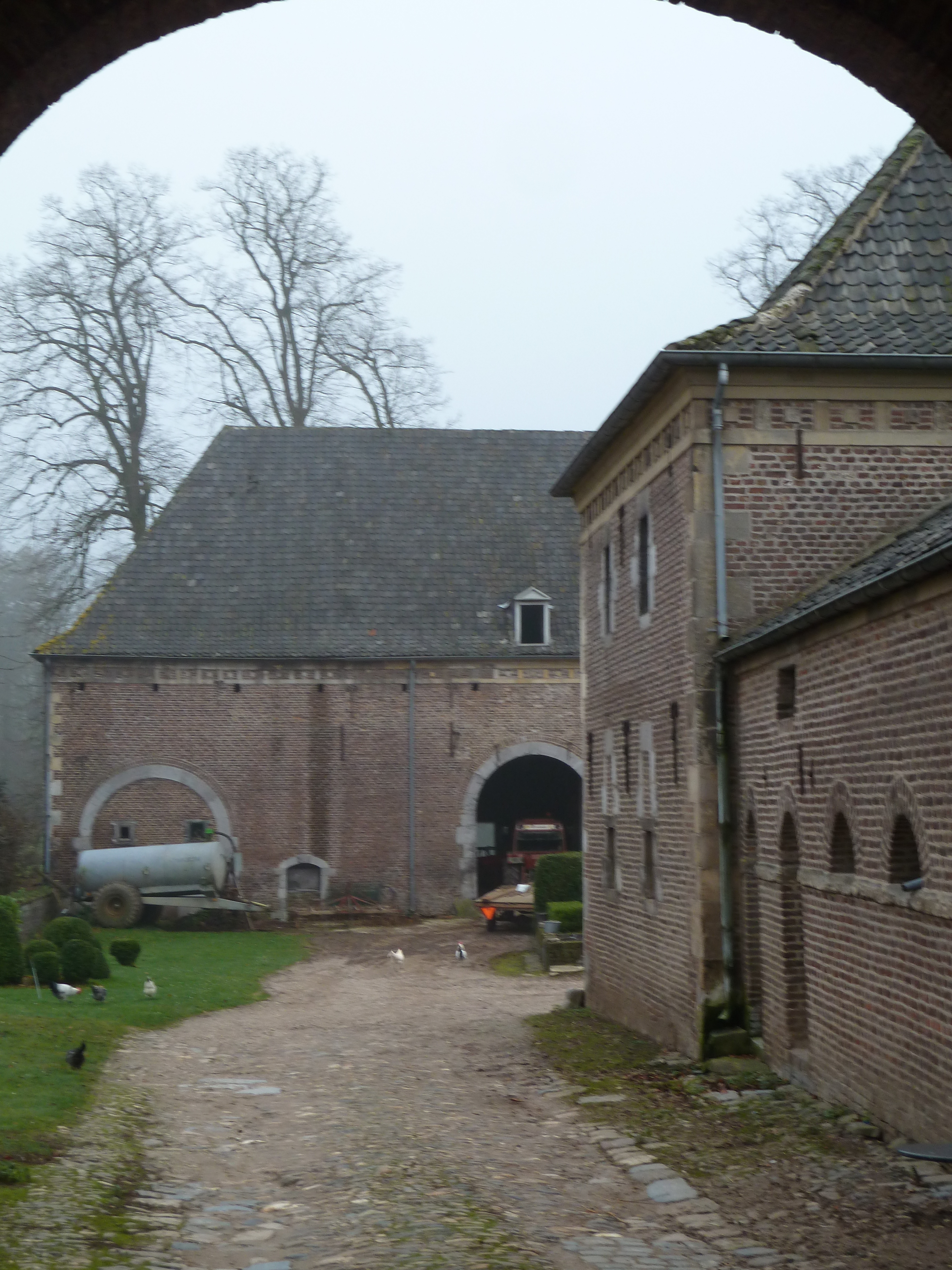
Tweede bouwhoeve

### Exterieur hoofdgebouw
Het onderkelderde hoofdgebouw is opgetrokken in baksteen met hoekaccenten en friezen in mergelsteen en venster- en deuromlijstingen in hardsteen. De drie vleugels van het oorspronkelijk U-vormige gebouw tellen drie lagen boven de kelderverdieping en worden gedekt met een leien schilddak. Daartussen ligt de in het midden van de 19e eeuw met glas overdekte binnenplaats. De later toegevoegde tussenvleugel aan de oostzijde van de binnenplaats is lager en heeft een topgevel en een mansardedak. Op de zuidwesthoek bevindt zich een hoektoren met samengestelde spits. De oorspronkelijke voorgevel aan het voorplein heeft een smal bordes en een middenpartij met mergelstenen pilasters en een kroonlijst. Tussen de pilasters bevinden zich drie ingangen met hardstenen omlijstingen, met daarboven, op de hoofdverdieping, drie balkondeuren met smeedijzeren hekjes in Lodewijk XV-stijl met in een gekroond medaillon de initialen van de toenmalige eigenaar: L(eon) B(ernard) D(e) H(ayme). Elders zijn vergelijkbare hekjes aanwezig, echter zonder initialen.

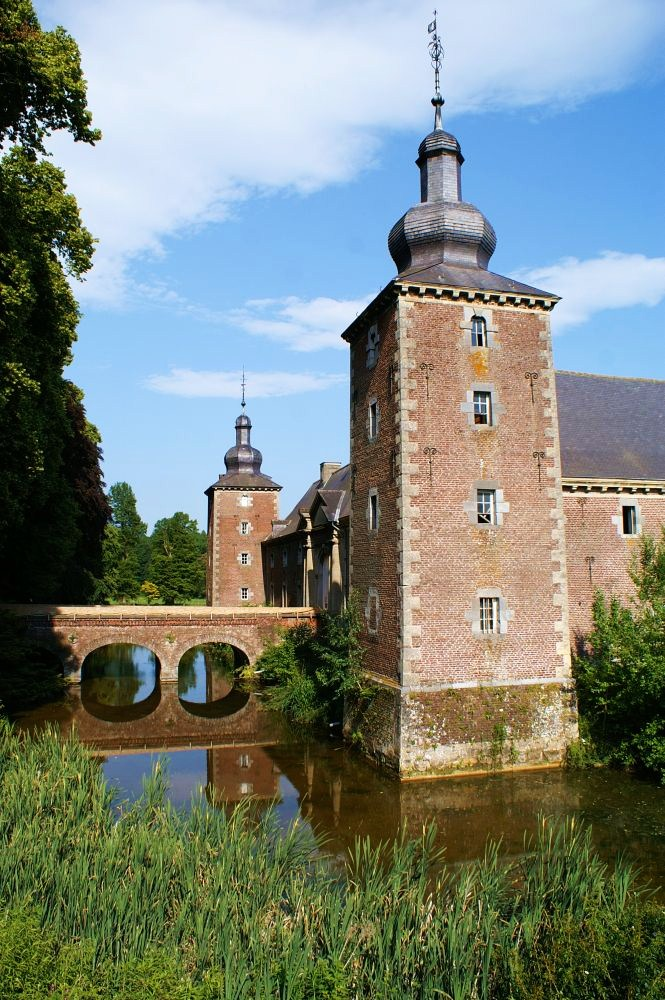
Brug en hoektoren
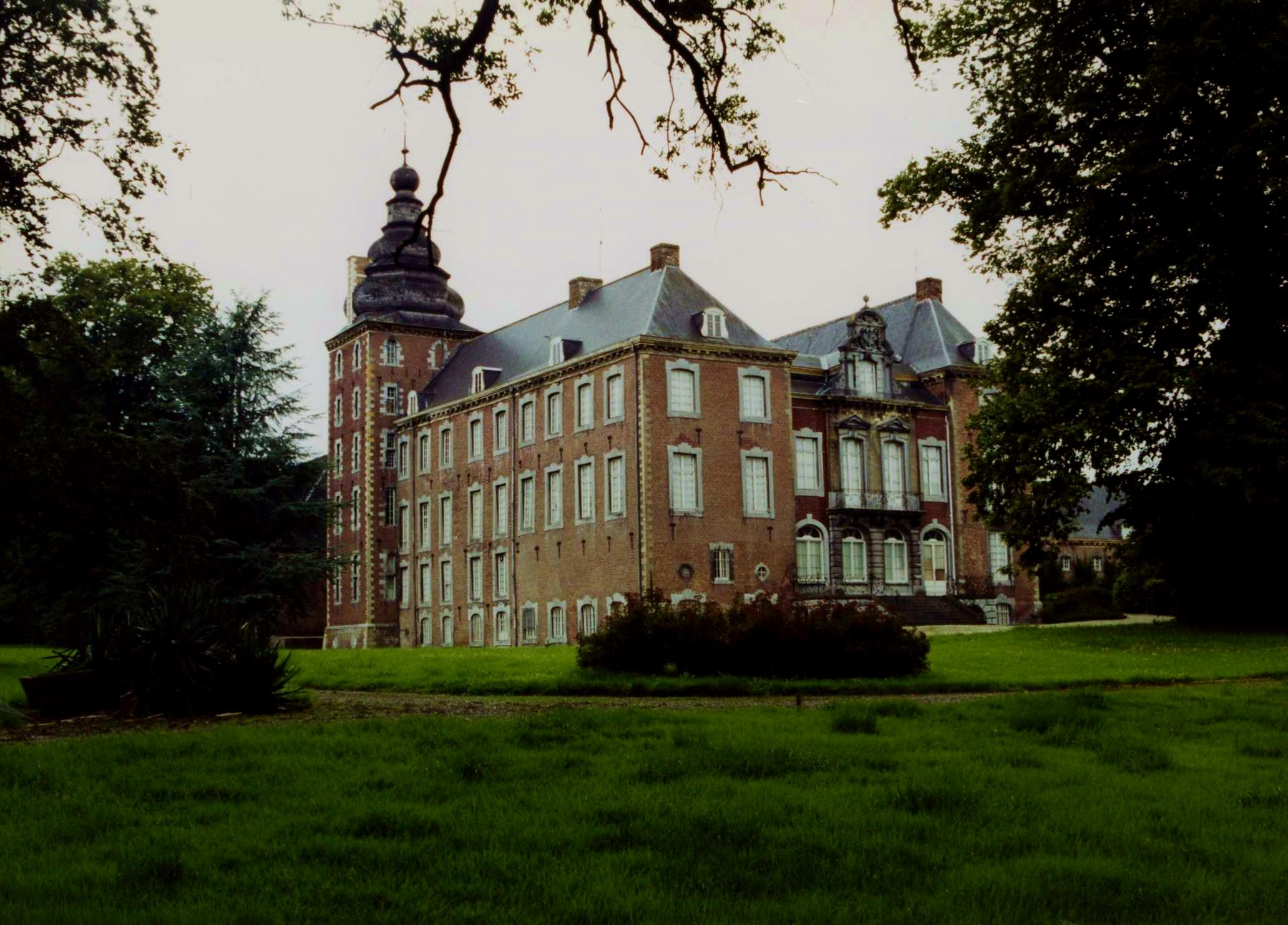
Hoofdgebouw
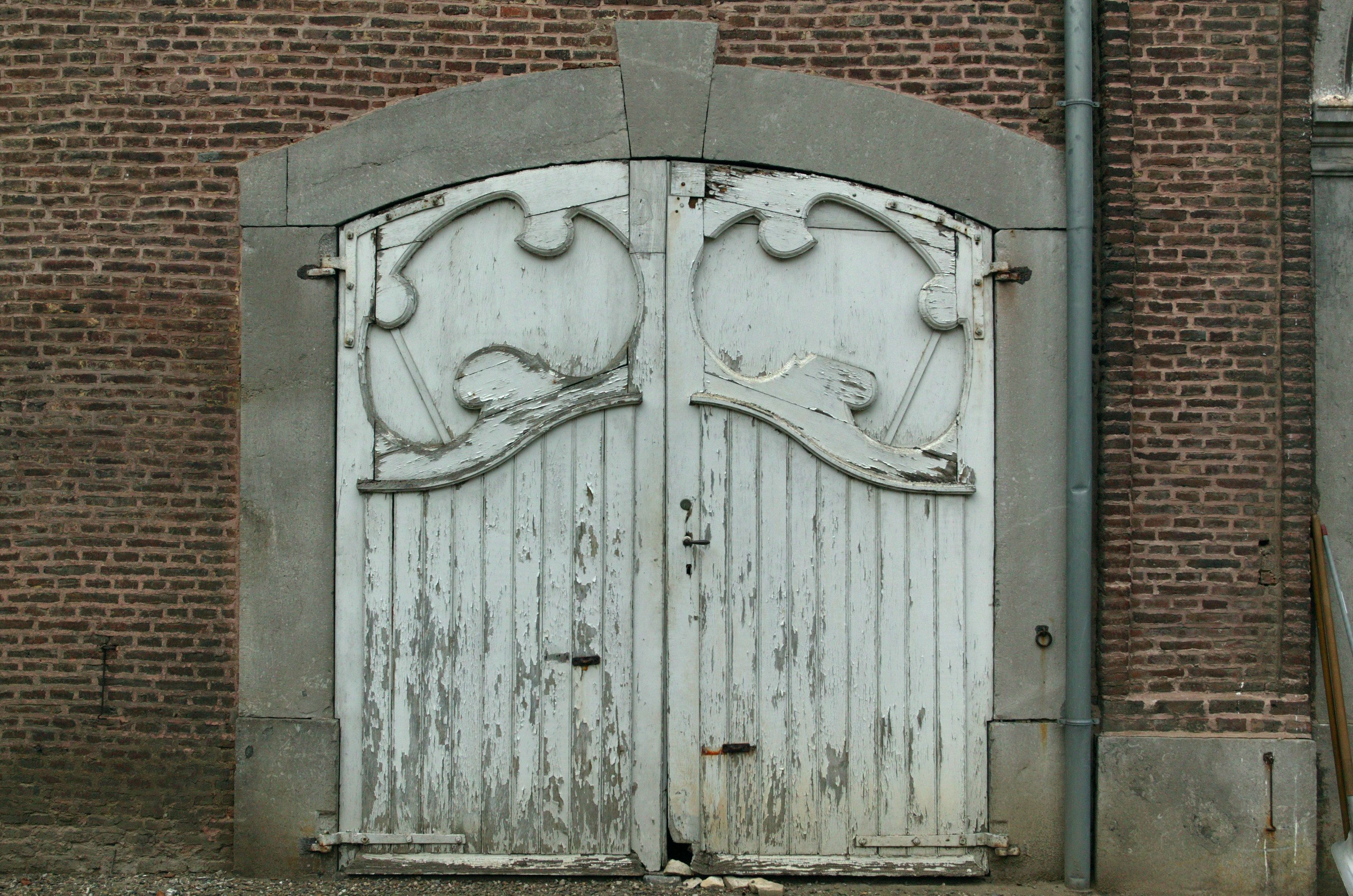
Detail deur
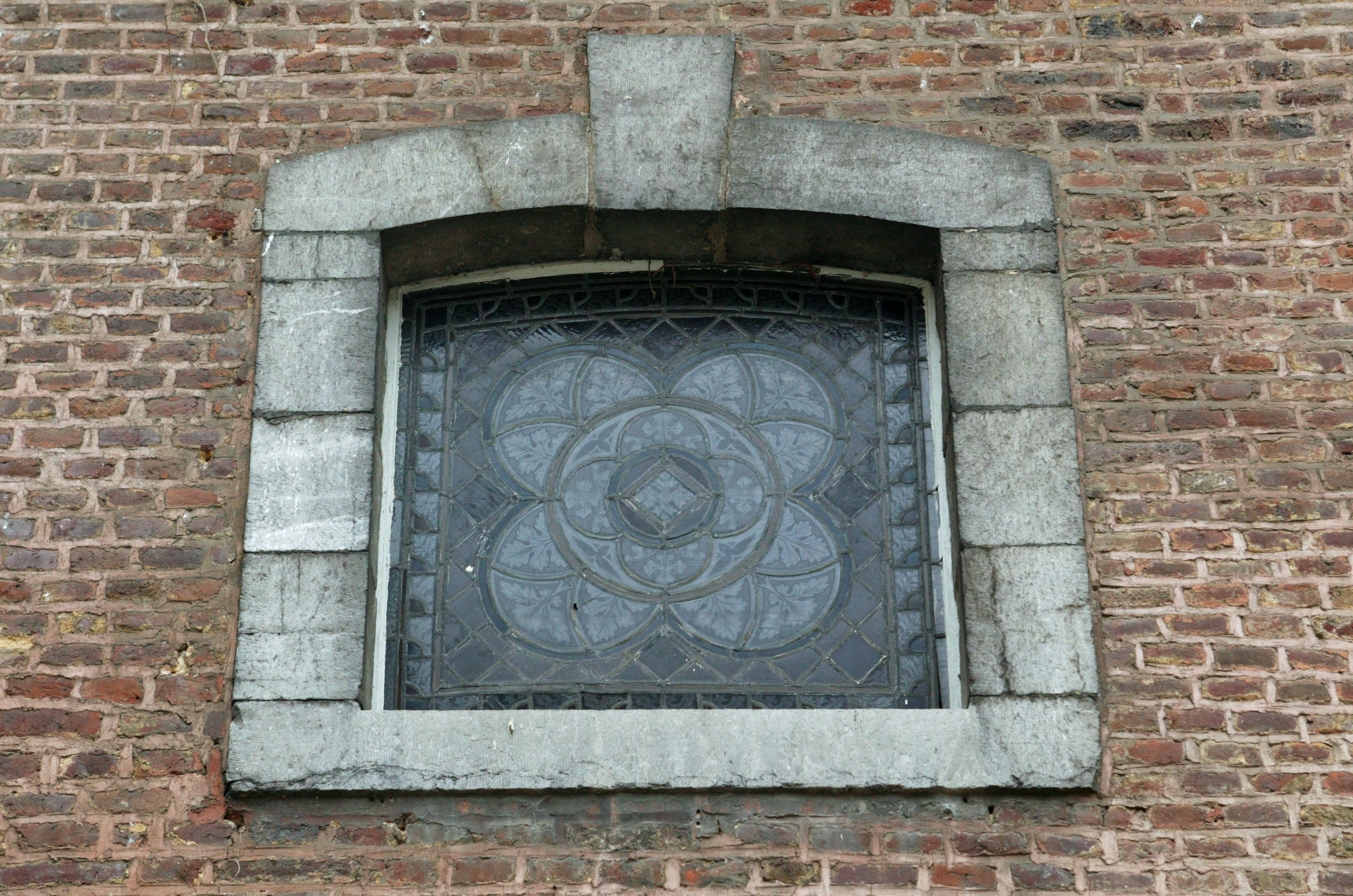
Glas-in-loodraam

### Interieur
Bij de entree bevindt zich een houten wenteltrap van de kelder naar de begane grond met ijzeren leuning uit het eerste kwart van de 18e eeuw. De trap naar de hoger gelegen verdiepingen, met stucplafond en duif, dateert uit de tijd van de 19e-eeuwse verbouwingen. Het hoofdtrappenhuis bestaat uit een brede houten trap voorzien van smeedijzeren leuning in Lodewijk XVI-stijl en een vroeg-19e-eeuws stucplafond. In het interieur zijn diverse marmeren schoorsteenmantels in Régence en Lodewijk-XV stijl aanwezig, met gietijzeren haardplaten en koperen haardomlijsting. Ook elders in het interieur zijn stucplafonds in Lodewijk XV-stijl, alkoven, zaalbetimmeringen en 18e-eeuwse sopraporten op doek met verschillende afbeeldingen. De zogenaamde 'gouden zaal' is gedecoreerd in vroeg-19e-eeuwse empirestijl. In de toren zijn onder meer restanten van een houten spiltrap en twee 17e-eeuwse deuren te vinden.

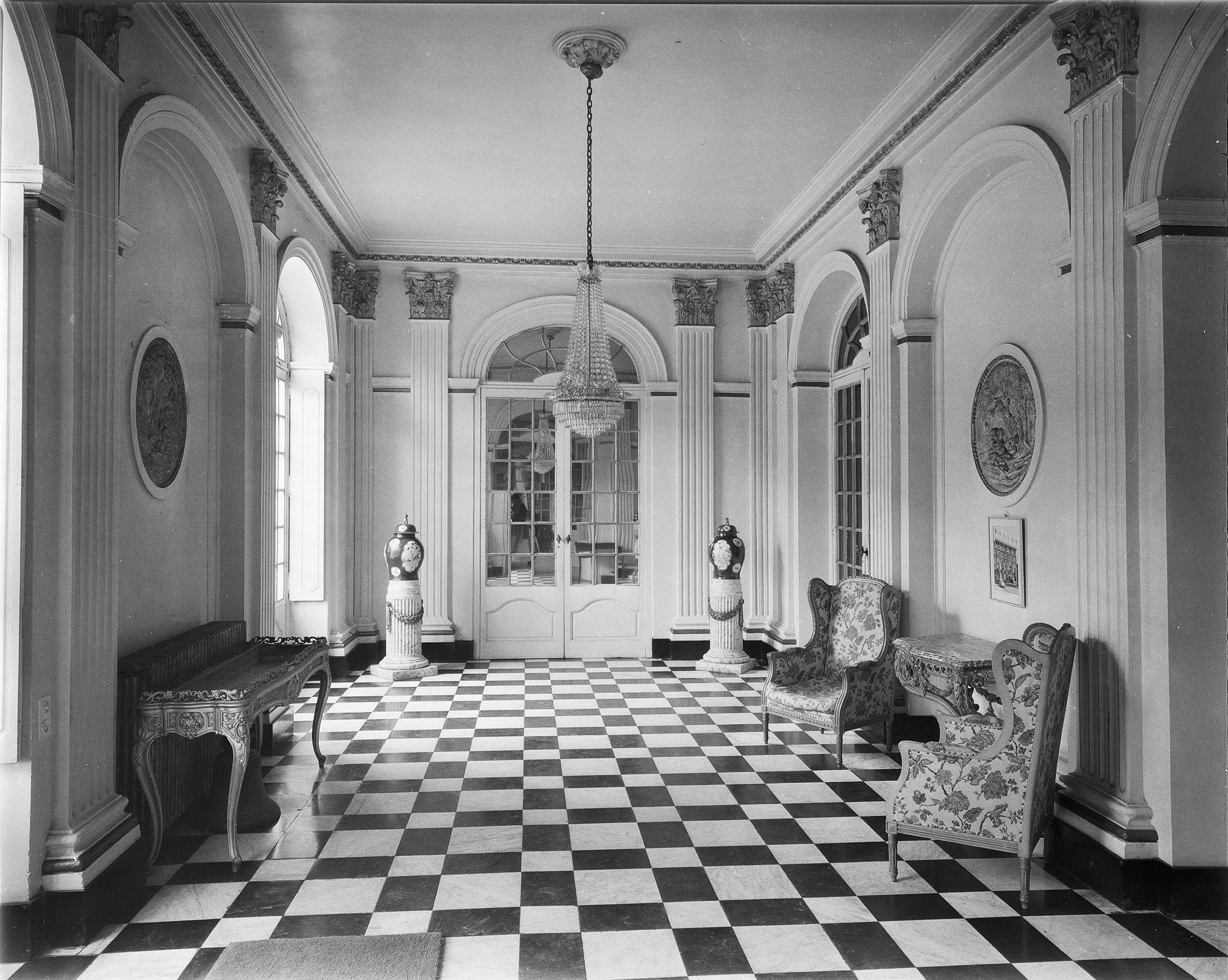
Hal (situatie 1958)
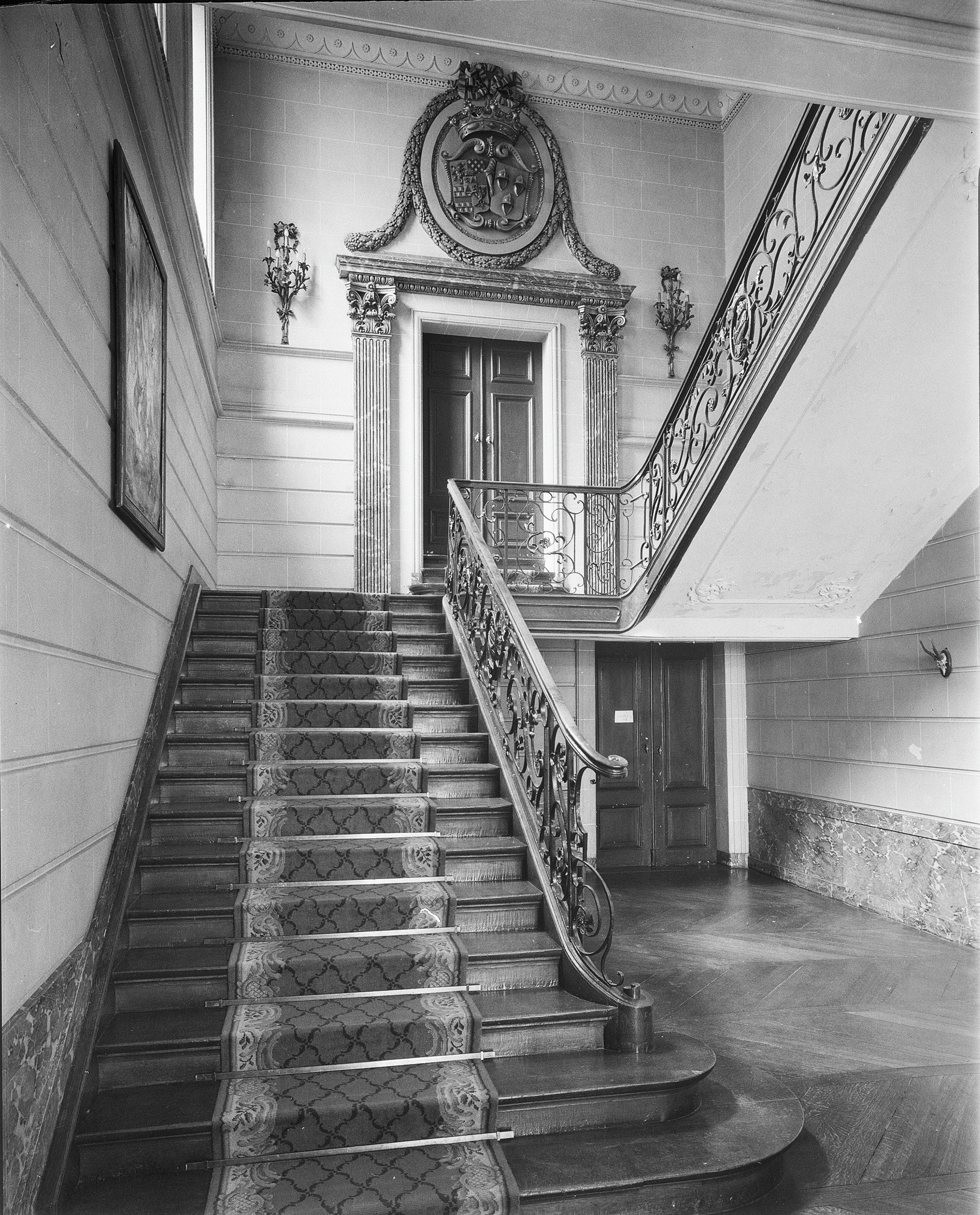
Trappenhuis (1958)
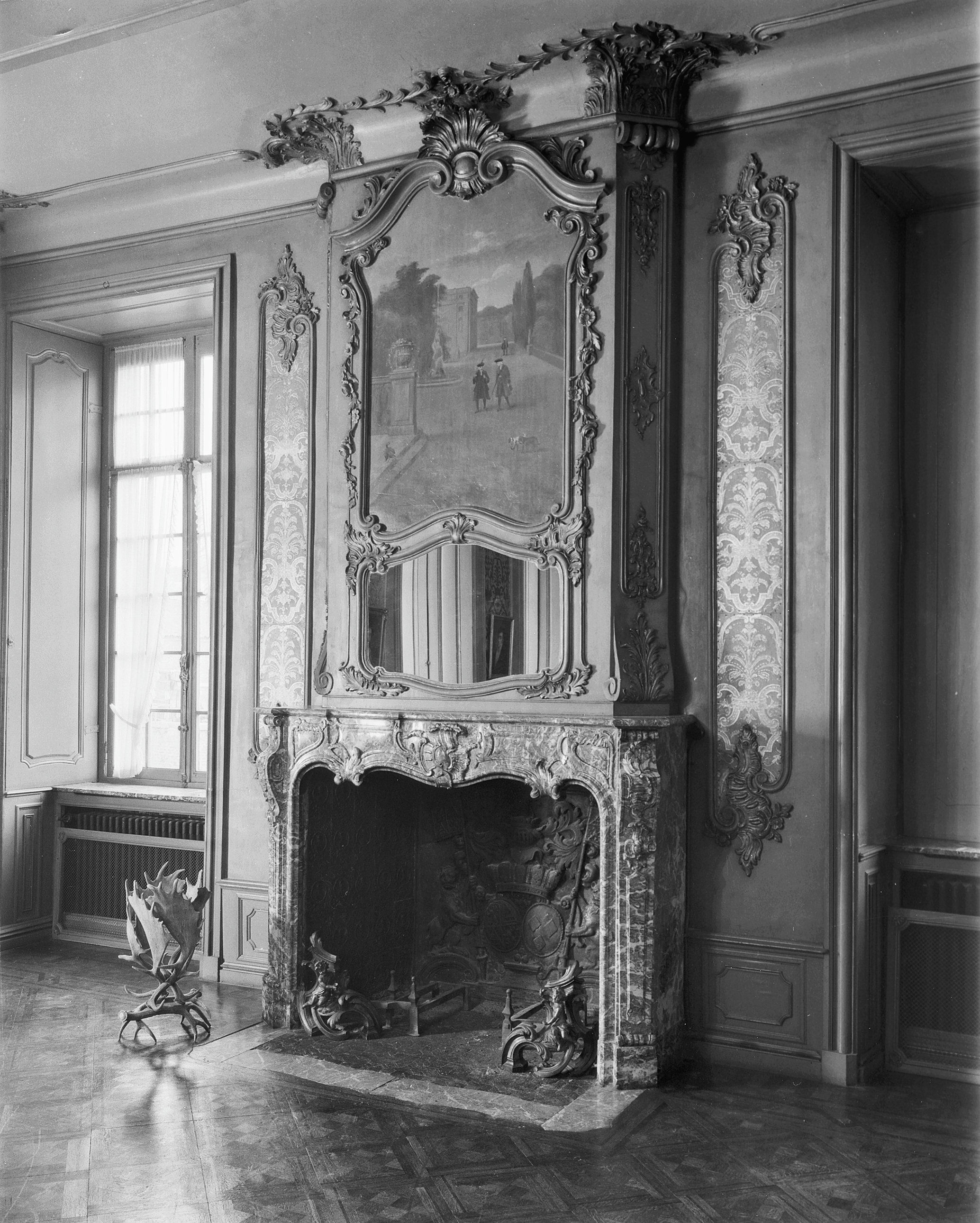
Schouw (1958)
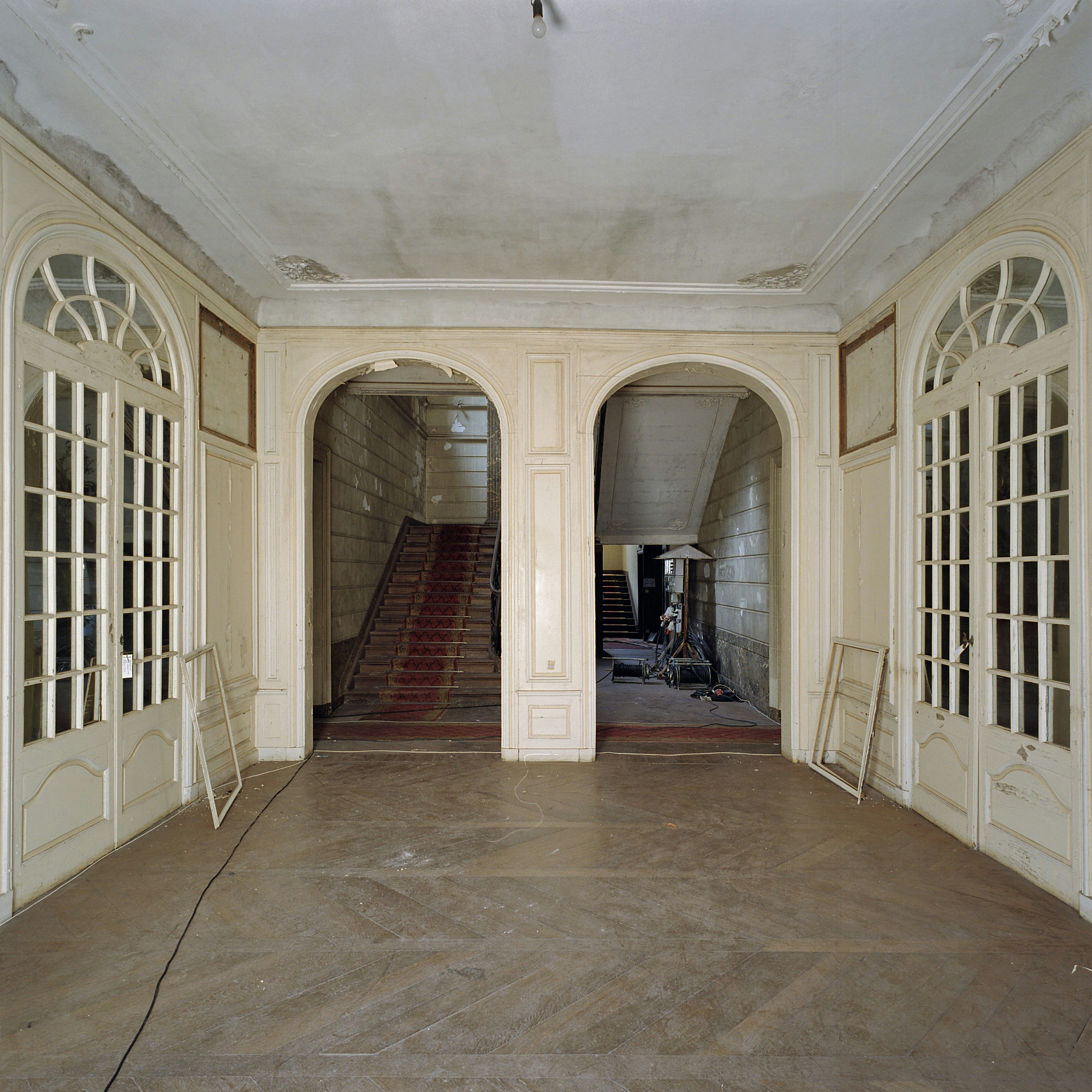
Rechter voorkamer